# Телериг
Телериг (бугарски: Телериг) је био бугарски хан од 768. до 777. године.

## Владавина
Иако се Телериг први пут помиње у византијским изворима 774. године, он се сматра непосредним наследником Пагана, који је убијен 768. У мају 774. године, византијски цар Константин V Копроним кренуо је у велики поход на Бугарску. Сам цар је предводио копнену војску, а упутио је флоту од 2000 бродова који су превозили коњанике ка делти Дунава. Флота се искрцала у близини Варне, али Константин није искористио своју потенцијалну предност и необјашњиво се повукао. 
Убрзо након тога, обе стране су потписале примирје обећавајући прекид непријатељстава. Међутим, у октобру 774. године, Телериг је послао војску од 12.000 људи да нападне Берзит у Македонији и пребаци њено становништво у Бугарску. Сакупивши велику војску од 80.000 војника, Константин је изненадио Бугаре и извојевао убедљиву победу. Следећи напад на Бугарску није успео пошто је царска флота наишла на јаке ветрове у Црном мору.
Телериг је тада послао тајног изасланика Константину који је указао на његову намеру да побегне из Бугарске и да потражи уточиште код цара. Тражио је гаранције гостопримства и списак Византинаца који би му могли помоћи. Константин је послао своје представнике у Бугарску, али су они ухваћени и погубљени. Очекивана византијска одмазда није се догодила, пошто је Константин умро 775. године. Упркос свом очигледном успеху, Телериг је нашао за неопходно да побегне код новог византијског цара, Лава IV Хазара 777. године. Византијска влада је Телеригу дала азил и титулу патрикија. Телериг је прешао у хришћанство под именом Теофилакт и оженио се рођаком царице Ирине.
Извор из 17. века - компилација Џафар Тарик (дело спорне аутентичности) помиње Дилиарека (тј. Телерига) као сина бившег владара Телеца.

## Сећање
Телериг Нунатак на архипелагу Гринвич, Јужна Шетландска острва, на Антарктику, носи назив по овом бугарском владару. 

## У фикцији
Телериг је главни лик књиге "Острва у мору" (1989) Харија Туртлдова. Кратка прича о алтернативној историји најпре се појавила у "Алтернативама" Роберта Адамса, а потом је штампана у збирци "Одласци" и "Најбоље приче о алтернативној историји 20. века".